# Біас (річка)
Біа́с (гінді ब्यास; пенджаб. ਬਿਆਸ; урду بیاس; санскр. विपाशा) — друга за важливістю річка у Пенджабі, притока Сатледжа; одна з п'яти річок, від яких Пенджаб («П'ятиріччя») отримав свою назву. Разом з іншими шістьома річками (Сарасваті, Сіндху, Шатадру, Вітаста, Парушні, Асікні) складає ведійське Семиріччя. Річка витікає з Гімалаїв у центральному Хімачал-Прадеш, протікає 470 км до Сатледжа та зливається з ним в індійському Пенджабі.

## Назва
Річку також називають Арджікуджа — у Ведах чи Віпаша у давньоіндійських текстах і Гіфасис у стародавніх греків.
Сучасна назва Біас, імовірно, походить від зміненої санскритської назви Віпаш. Річка отримала назву Ві-паша, що означає буквально та, що звільнила зв'язаного, тобто, легенда пов'язує річку з Васіштою. Останній, сумуючи через смерть 100 синів, зв'язав себе й пірнув у воду. Утім, лишень він упав до річки, всі вузли самі розв'язались, і він не помер.
Іноді річку помилково називали на пам'ять про ведійського В'ясу, кого називають покровителем річки і кажуть, що він створив її з озера В'яс Кунд.

## Географія

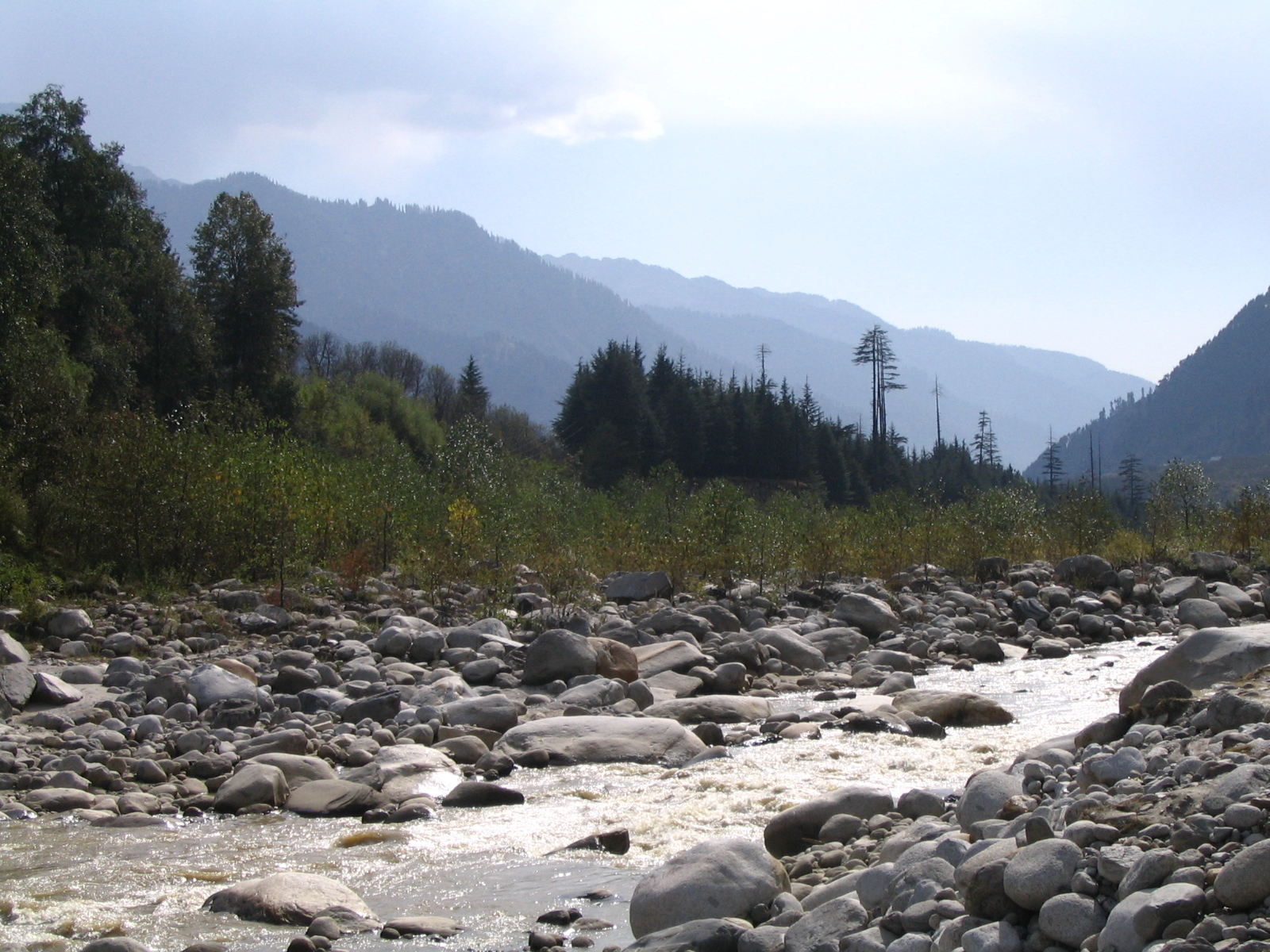
Річка і гори. Вид з Ван Віхар, Маналі

Річка бере початок біля Рохтанг Ла у штаті Хімачал-Прадеш та зливається з Сатледжем біля Харіке Патан на південь від Амрітсара у Пенджабі. Сатледж тече пакистанським Пенджабом та впадає в Інд біля Мітханкота.
- У середній течії річки розташовано велике водосховище Біас і гідроелектростанція Понг-дам чи Біас-дам 31°58′16″ пн. ш. 75°56′54″ сх. д. / 31.971095° пн. ш. 75.948436° сх. д..
- У верхній течії річки розташовано водосховище та гідроелектростанція Пандох-дам 31°40′17″ пн. ш. 77°04′01″ сх. д. / 31.671389° пн. ш. 77.066944° сх. д..

## Історія
Річка, відома грекам як Гіфасис (грец. Ὑφάσιος), позначає східну межу завоювань Александра 326 до н. е.
Відповідно до Кав'я-міманса Раджашекхари, землі царства Гуджара-Пратіхари за правління Магіпали I розширились до верхнього повороту річки на північному заході.

## Каскад ГЕС
На річці розташовано ГЕС Ларджі, ГЕС Понг, ГЕС Мукеріан I,  ГЕС Мукеріан II, ГЕС Мукеріан III, ГЕС Мукеріан IV, ГЕС Мукеріан Stage II.